# Listă de reviste din Germania
Aceasta este o listă de reviste din Germania.
Cuprins: Început - 0–9 A B C D E F G H I J K L M N O P Q R S T U V W X Y Z

## 0-9
- 4SEE Eyewear Fashion and Trends Magazin
- 11 Freunde
- 1000°
- 5vor12

## A
- ABC-Zeitung
- Abenteuer Archäologie
- ABI Technik
- ADAC Motorwelt
- Aero International
- Aerokurier
- Der Aktionär
- Die Aktuelle
- Antike Welt[1]
- ARCH+
- Architectural Digest
- auf einen Blick
- Auto Bild
- Autozeitung

## B
- Bella
- Berliner Illustrirte Zeitung
- Bild der Frau
- Börse Online
- Boa Vista
- Brand eins
- Brigitte
- Bunte
- Bravo
- Burda Style

## C
- Capital
- Carina[2]
- Centurion
- Chrismon
- Cicero
- c't

## D
- Damals
- Deutsches Ärzteblatt
- Dialog
- DU&ICH

## E
- Eisenbahn-Kurier
- Elektor
- EMMA
- Euro am Sonntag
- The European
- European Coatings Journal

## F
- Fikrun wa Fann[3]
- Finanztest
- Fix und Foxi
- Focus
- Focus Money
- Freundin
- Die Freundin
- Fuldaer Geschichtsblätter
- Funk Uhr

## G
- Die Gartenlaube (1853-1944)
- Gegenworte
- Geldidee[4]
- German Life
- Gong
- Graswurzelrevolution
- Guter Rat!

## H
- Handelsblatt Magazin
- Hartbeat Magazine
- Das Haus
- Hörzu

## I
- Impulse
- Internationale Politik

## J
- Journal für die Frau
- Juice

## K
- Kultur im Heim

## L
- Landlust
- Der Landser
- Das literarische Echo
- Lufthansa magazine
- Lumas

## M
- Mad
- Manager Magazin
- Männer
- Merian
- Merkur
- Metal Hammer
- Mike, der Taschengeldexperte
- Mono.Kultur

## N
- Nation und Europa
- NEON[5]
- Neue Post

## O
- Opernwelt
- Der Orchideengarten
- Orkus
- Ostara

## P
- Park Avenue[6]
- Phöbus
- Physik Journal
- Prisma[7]
- Procycling

## R
- Runner’s World

## S
- Schnitt
- Simplicissimus
- Spektrum der Wissenschaft
- Dein Spiegel
- Der Spiegel
- Spiegel Online
- Sport Bild
- Stern
- Studentenkurier
- Der Sturm

## T
- Think:act
- Titanic

## U
- Ulenspiegel

## W
- White Dwarf
- Wirtschaftswoche
- WOM magazin

## Z
- Zeit Wissen
- Zillo
- Zuerst!